# Persecución en Madrid
Persecución en Madrid es una película española de género policiaco estrenada en 1952, dirigida por Enrique Gómez Bascuas.Está protagonizada en sus papeles principales por Isabel de Castro, Manuel Monroy, Manolo Morán y Silvia Morgan.

## Sinopsis
Stephan Bartek es un soldado polaco que escapa de un campo de prisioneros de la Alemania del Este en compañía de Diego Martín, un español que muere a balazos en el intento de fuga, pero antes de fallecer le confía a su compañero una carta que debe entregar a su madre en España.
Después de entrar en contacto con el Comité de Ayuda a los refugiados republicanos en París se ve expulsado de Francia junto con un exiliado apodado "El Málaga".
Una vez en España, busca a la madre de su compañero y comienza una relación con Teresa, la hermana de Diego. Pero su camino ha tropezado con don Ginés, un individuo metido en turbios negocios de importación y exportación, que lo involucra en un robo a una fábrica de penicilina.

## Reparto
- Manuel Monroy como Esteban Bartek
- Isabel de Castro como Teresa
- Manolo Morán como El Málaga
- Silvia Morgan como Susana Sanabria
- Manuel Gas como Don Basilio
- Luis Pérez de León como D. Ginés Romano
- Barta Barri como Pacheco
- Carlos Otero como Julián
- María Victoria Durá como Sra. de Vicente
- María Francés como Madre de Diego
- Liria Izquierdo como Paloma
- Francisco Albiñana como Comisario francés
- Miguel Ángel Valdivieso como Diego Martín
- José Ramón Giner como Dueño del bar
- Roberto Camardiel como José Guillén
- José Morales como Hijo de Vicente
- Ramón Fernández como Encargado del almacén
- Mario de Bustos como Don Ernesto
- Fernando Porredón como Vicente Fernández